# Paratuberculose
Paratuberculose of paratbc is een besmettelijke infectieziekte, die vooral voorkomt bij herkauwers, met name bij rundvee en geiten. De naam paratuberculose is gegeven omdat de verschijnselen verward kunnen worden met tuberculose. Het wordt ook wel ziekte van Johne genoemd naar een van de eerste onderzoekers van deze ziekte.
De ziekte wordt veroorzaakt door de bacterie Mycobacterium avium subspecies paratuberculosis (MAP), die behoort tot de mycobacterium-bacteriën. Paratuberculose komt wereldwijd voor.

## Besmetting
De besmetting vindt plaats via mest, biest en melk. De paratuberculose-bacterie heeft een beschermende waslaag, waardoor het buiten een dier lang kan overleven in bijvoorbeeld mest, voer en water; maar sterft snel onder invloed van uv-straling, zoals zonlicht.
Een dier is vooral in zijn eerste levensjaar gevoelig voor deze bacterie. Een ongeboren dier kan al besmet worden in de baarmoeder. Na de geboorte kan een dier besmet raken door het drinken van besmette biest of melk, of door het eten van bevuild voedsel. Na zijn tweede jaar kan een dier niet meer besmet raken met de paratuberculose-bacterie. Maar een besmet dier kan vanaf zijn tweede jaar de bacterie verspreiden.
De ziekte heeft een incubatieperiode van anderhalf tot tien jaar.

## Verschijnselen
De paratuberculose-bacterie nestelt zich in de darmwand en veroorzaakt een ongeneeslijke darmontsteking (enteritis). Via de bloedbaan verspreidt de bacterie zich naar onder andere de uier. Besmette dieren vertonen over het algemeen tussen hun derde en zesde levensjaar de eerste ziekteverschijnselen.
De darminfectie leidt tot verminderde melkgift en een snel afnemende conditie, ondanks een goede eetlust. Het dier heeft met tussenpozen of aanhoudende waterige diarree, waarbij gasbelletjes zichtbaar zijn. Veelal zijn onder de onderkaak waterige zwellingen zichtbaar, vandaar para tuberculose. Verstoting in de koppel en nerveus gedrag zijn ook verschijnselen. Het dier heeft echter geen koorts. De geboren dieren uit een ziek dier hebben een te laag geboortegewicht. De ziekte is niet te genezen en uiteindelijk sterft het dier door uitputting. De ziekte is middels lichtfrequentie therapie te genezen en te voorkomen in zijn klinische vorm.
Door het sluimerende karakter en doordat de verschijnselen ook bij andere ziekten voorkomen, duurt het over het algemeen lang voor de diagnose paratuberculose wordt gesteld.
De ziekte is vast te stellen door bacteriologisch onderzoek vanaf het tweede levensjaar. Bij dit mestonderzoek wordt de ontlasting 8 tot 16 weken op kweek gezet.
Door melk- of bloedonderzoek (paratbc-ELISA) kunnen antistoffen tegen de bacterie opgespoord worden vanaf het derde levensjaar. Bij dit onderzoek kan paratuberculose aangetoond worden voordat het dier de eerste ziekteverschijnselen krijgt.

## Preventie
Er kunnen preventieve maatregelen genomen worden om besmetting van paratuberculose te voorkomen. Dit begint bij het afkalveren of aflammeren: Dit gebeurt apart in een schone stal. Het pasgeboren dier wordt direct weggehaald bij de moeder om besmetting via mest te voorkomen. Door het jonge dier kunstmelk te geven kan er geen besmetting plaatsvinden via melk. Tot een leeftijd van twaalf maanden worden de dieren apart gehouden van dieren van twee jaar en ouder.
In deze periode moet er ook opgelet worden dat er geen mestresten overgebracht worden via voer, kleding of gereedschap.

## Bestrijding
Paratuberculose is een besmettelijke, ongeneeslijke ziekte, wat een financiële schadepost betekent in de melkveehouderij. Het is dus van belang dat de ziekte bestreden wordt.
Binnen de Europese Unie zijn er nog geen regels gemaakt ten aanzien van paratuberculose. Een aantal landen (zoals Denemarken, Duitsland, Engeland, Frankrijk en Luxemburg) hebben een programma opgesteld voor de bestrijding van paratbc op vrijwillige basis. In Noorwegen en Zweden is er een meldplicht voor paratbc, waarbij de besmette bedrijven worden geruimd.

### Nederland
In 1997 hebben de Gezondheidsdienst voor Dieren (GD) en het Instituut voor Dierhouderij en Diergezondheid (ID-Lelystad) een gezamenlijk Plan van aanpak voor de bestrijding van paratuberculose voor Nederland opgesteld. Hierbij gaan ze onderzoeken welke bedrijven wel en niet besmet zijn; bestrijden van paratuberculose op besmette bedrijven; en voorlichting geven over de preventie van paratbc.
Door middel van een certificeringsprogramma kunnen melkveehouderijen een paratbc-onverdachtstatus behalen. Een PreventieWijzer helpt de melkveehouderijen om de besmetting met paratbc te voorkomen.
In 2005 komt het Paratuberculose Programma Nederland (PPN) met een nieuwe methode (paratbc-ELISA) om dieren te testen op paratuberculose. Deze methode is eenvoudiger toepasbaar dan de voorgaande methoden. De dieren op melkveebedrijven worden door middel van een melk- of bloedonderzoek getest. Als bij het eerste koppelonderzoek geen paratbc wordt gevonden, krijgt het bedrijf status A. Vervolgens wordt het onderzoek eens per twee jaar herhaald.

Als er bij het eerste koppelonderzoek wel paratbc wordt gevonden, wordt er een mestonderzoek gedaan ter bevestiging. Als de besmette dieren vervolgens worden afgevoerd, krijgt het bedrijf status B. Indien de besmette dieren niet worden afgevoerd, krijgt het bedrijf status C. De bedrijven met status B en C worden ieder jaar opnieuw getest door middel van een melk- of bloedonderzoek.

### België
In België loopt een soortgelijk programma, dat begeleid wordt door Dierengezondheidszorg Vlaanderen (DGZ) en Arsia.